# Bryum viridescens
Bryum viridescens är en bladmossart som beskrevs av Welwitsch och Jean Étienne Duby 1872. Bryum viridescens ingår i släktet bryummossor, och familjen Bryaceae. Inga underarter finns listade i Catalogue of Life.